# Bohinj
Bohinj (ufficialmente in sloveno Občina Bohinj, in tedesco Wochein) è un comune (občina) della Slovenia. Ha una popolazione di 5 105 abitanti. Appartiene alla regione statistica dell'Alta Carniola. La sede del comune si trova nell'insediamento di Bohinjska Bistrica.

## Geografia antropica

### Suddivisioni amministrative
Il comune di Bohinj è suddiviso in 24 insediamenti (naselija):
- Bitnje
- Bohinjska Bistrica, insediamento capoluogo comunale
- Bohinjska Češnjica
- Brod
- Goreljek
- Gorjuše
- Jereka
- Kamnje
- Koprivnik v Bohinju
- Laški Rovt
- Lepence
- Log v Bohinju
- Nemški Rovt
- Nomenj
- Podjelje
- Polje
- Ravne v Bohinju
- Ribčev Laz
- Savica
- Srednja vas v Bohinju
- Stara Fužina
- Studor v Bohinju
- Ukanc
- Žlan

## Amministrazione
| Periodo | Periodo   | Primo cittadino        | Partito | Carica  | Note |
| ------- | --------- | ---------------------- | ------- | ------- | ---- |
| 1994    | 1998      | Franc Kramar           |         | sindaco |      |
| 1998    | 2002      | Franc Kramar           |         | sindaco |      |
| 2002    | 2006      | Evgenija Kegel-Korošec |         | sindaco |      |
| 2006    | 2010      | Franc Kramar           |         | sindaco |      |
| 2010    | 2014      | Franc Kramar           |         | sindaco |      |
| 2014    | in carica | Jože Sodja             |         | sindaco |      |

### Gemellaggi
- Ramsau bei Berchtesgaden